# Luč sveta (Hunt)
Luč sveta (1851–1853) je alegorična slika angleškega prerafaelitskega umetnika Williama Holmana Hunta (1827–1910), ki prikazuje Jezusov lik, ki se pripravlja trkati na zaraščena in dolgo neodprta vrata, ko opisuje Razodetje Rz 3,20: »Glej, stojim pred vrati in trkam. Če kdo sliši moj glas in odpre vrata, bom stopil k njemu in večerjal z njim, on pa z menoj.« Po Huntu: »Sliko sem naslikal s tistim, kar sem mislil, čeprav sem bil nevreden, da bi bil božanski ukaz in ne samo dober predmet«.  Vrata na sliki nimajo kljuke in jih je zato mogoče odpreti samo od znotraj, kar predstavlja »trmasto zaprt um«.  Številni so sliko šteli za najpomembnejšo in kulturno najvplivnejšo upodobitev Kristusa svojega časa.

## Različice
Izvirnik naj bi bil naslikan ponoči v improvizirani koči na kmetiji Worcester Park v Surreyu in na vrtu Oxford University Press, medtem ko se domneva, da je Hunt našel svetlobo, ki jo je potreboval zunaj Betlehema. Od enega od njegovih obiskov v Sveti deželi. V olju na platnu je začel slikati okoli leta 1849 ali 1850 in končal leta 1853. Razstavljena je bila na Kraljevi akademiji leta 1854 in je zdaj v stranski kapeli na Keble College v Oxfordu. Sliko je kolegiju podarila Martha Combe, vdova Thomasa Combeja, tiskarja na univerzi v Oxfordu, traktarijanka in pokroviteljica prerafaelitov, v letu po njegovi smrti leta 1872, da bo visela v kapeli (zgrajena 1873–1876), vendar je arhitekt stavbe William Butterfield temu nasprotoval in v svojem načrtu ni določil ničesar. Ko se je leta 1878 odprla univerzitetna knjižnica, so jo tam postavili in jo je v sedanji položaj premaknil šele po izgradnji stranske kapele, da bi jo sprejela, v letih 1892–1895, drugi arhitekt J. T. Micklethwaite.
Druga, manjša različica dela, ki ga je Hunt naslikal med letoma 1851 in 1856, je na ogled v umetniški galeriji Manchester City v Angliji, ki ga je kupila leta 1912. Med to in prvo različico so majhne razlike, na primer kot pogleda in pregrinjalo vogala rdečega plašča.
Dejstvo, da je takrat Keble College za ogled slike zaračunaval plačilo, je Hunta prepričalo, da je proti koncu svojega življenja naslikal večjo različico v naravni velikosti. Začel je približno leta 1900 in končal leta 1904. Lastnik ladje in družbeni reformator Charles Booth je delo kupil in ga obesili v stolnici sv. Pavla v Londonu. Tam je bila posvečena leta 1908 po svetovni turneji 1905–1907, med katero je slika pritegnila veliko množico. Trdili so, da si jo je ogledala štiri petine avstralskega prebivalstva. Zaradi vedno večje slabosti in glavkoma je Huntu pri dokončanju te različice pomagal angleški slikar Edward Robert Hughes (ki je pomagal tudi pri Huntovi različico Dama iz Shalotta). Tretja različica se bolj razlikuje od prvotne kot druga.

## Sprejem
Slika je v poznem viktorijanskem obdobju povzročila veliko popularnost in navdih za več glasbenih del, med drugim oratorij Arthurja Sullivana iz leta 1873 The Light of the World. Grafične reprodukcije so bile pogosto obešene v vrtcih, šolah in cerkvenih zgradbah.